# Black Eagle (Montana)
Black Eagle – jednostka osadnicza w Stanach Zjednoczonych, w stanie Montana, w hrabstwie Cascade.